# Mike Marissen
Mike Marissen (Zwolle, 19 maart 1992) is een Nederlandse zwemmer. Op de langebaan is hij houder van het Nederlands record op de 200 meter wisselslag.

## Carrière
In zowel 2009 als 2010 nam Marissen deel aan de Europese jeugdkampioenschappen zwemmen, zijn beste resultaat was hierbij was de negende plaats op de 200 meter wisselslag in 2010. Tijdens Open Nederlandse kampioenschappen zwemmen 2010 in Eindhoven stond hij voor de eerste maal in zijn carrière op het podium van een NK, hij behaalde de bronzen medaille op de 200 meter wisselslag. Op de Europese kampioenschappen kortebaanzwemmen 2011 in Szczecin maakte Marissen zijn internationale debuut bij de senioren, op dit toernooi werd hij op al zijn afstanden uitgeschakeld in de series.
Tijdens de Open Nederlandse kampioenschappen zwemmen 2012 in Amsterdam veroverde hij, op de 200 meter wisselslag, zijn eerste nationale titel. Op 7 juni 2013 verbeterde hij, tijdens de Open Nederlandse kampioenschappen zwemmen 2013 in Eindhoven, het Nederlands record op de 200 meter wisselslag, dat sinds 24 augustus 1997 in handen was van Marcel Wouda.

## Resultaten

### Internationale toernooien
| Jaar | Olympische Spelen | WK langebaan  | WK kortebaan  | EK langebaan  | EK kortebaan                                                |
| ---- | ----------------- | ------------- | ------------- | ------------- | ----------------------------------------------------------- |
| 2011 |                   | geen deelname |               |               | 44e 50m vlinderslag 28e 100m wisselslag 30e 200m wisselslag |
| 2012 | geen deelname     |               | geen deelname | geen deelname | geen deelname                                               |

### Nederlandse kampioenschappen zwemmen
| Jaar | NK Langebaan                                                                     | NK Kortebaan                                                                    |
| ---- | -------------------------------------------------------------------------------- | ------------------------------------------------------------------------------- |
| 2008 | geen deelname                                                                    | 13e 100m vrije slag 12e 200m vrije slag 15e 50m vlinderslag 7e 100m vlinderslag |
| 2009 | 8e 50m vlinderslag 4e 200m wisselslag 7e 400m wisselslag                         | 11e 50m vlinderslag 11e 100m vlinderslag 10e 200m wisselslag 8e 400m wisselslag |
| 2010 | 16e 100m vrije slag · 7e 50m vlinderslag · 4e 100m vlinderslag · 200m wisselslag | 4e 100m rugslag 6e 100m vlinderslag 6e 200m wisselslag                          |
| 2011 | 8e 50m vlinderslag · 4e 100m vlinderslag · 200m wisselslag                       | 15e 50m vlinderslag 16e 100m vlinderslag 13e 200m wisselslag                    |
| 2012 | 50m vlinderslag · 100m vlinderslag · 200m wisselslag                             | 50m vlinderslag · 100m vlinderslag · 200m wisselslag                            |
| 2013 | 50m vlinderslag · 100m vlinderslag · 200m wisselslag                             | 1-3 november                                                                    |

## Persoonlijke records
Bijgewerkt tot en met 9 juni 2013
Kortebaan
| Afstand          | Tijd    | Datum            | Plaats    |
| ---------------- | ------- | ---------------- | --------- |
| 50m vrije slag   | 23,19   | 15 december 2012 | Amsterdam |
| 100m vrije slag  | 50,07   | 28 oktober 2012  | Amsterdam |
| 50m vlinderslag  | 23,97   | 28 oktober 2012  | Amsterdam |
| 100m vlinderslag | 52,98   | 27 oktober 2012  | Amsterdam |
| 200m wisselslag  | 1.58,62 | 26 oktober 2012  | Amsterdam |

Langebaan
| Afstand          | Tijd       | Datum        | Plaats    |
| ---------------- | ---------- | ------------ | --------- |
| 50m vrije slag   | 22,96      | 7 april 2013 | Eindhoven |
| 100m vrije slag  | 50,62      | 9 juni 2013  | Eindhoven |
| 50m vlinderslag  | 23,88      | 4 april 2013 | Eindhoven |
| 100m vlinderslag | 53,52      | 6 april 2013 | Eindhoven |
| 200m wisselslag  | NR 2.00,71 | 7 juni 2013  | Eindhoven |